# Новосельский сельсовет (Нижегородская область)
Новосельский сельсове́т — сельское поселение в Вачском районе Нижегородской области. Административный центр — село Новосёлки.

## История
Статус и границы сельского поселения установлены Законом Нижегородской области от 15 июня 2004 года № 60-З «О наделении муниципальных образований - городов, рабочих посёлков и сельсоветов Нижегородской области статусом городского, сельского поселения».
Законом Нижегородской области от 28 августа 2009 года № 142-З сельские поселения Новосельский сельсовет и Яковцевский сельсовет объединены в сельское поселение Новосельский сельсовет.

## Население
| 2002  | 2010  | 2012  | 2013  | 2014  | 2015  | 2016  |
| ----- | ----- | ----- | ----- | ----- | ----- | ----- |
| 3622  | ↘3086 | ↘3011 | ↘2921 | ↘2891 | ↘2860 | ↘2830 |
| 2017  | 2018  | 2019  | 2020  | 2021  |       |       |
| ↘2776 | ↘2737 | ↘2693 | ↘2615 | ↗3014 |       |       |

## Состав сельского поселения
| №  | Населённый пункт | Тип населённого пункта       | Население |
| -- | ---------------- | ---------------------------- | --------- |
| 1  | Бежаново         | деревня                      | →0        |
| 2  | Беляйково        | село                         | ↘636      |
| 3  | Вишенки          | деревня                      | ↘7        |
| 4  | Голявино         | деревня                      | ↘3        |
| 5  | Дубровка         | деревня                      | ↘7        |
| 6  | Елемейка         | деревня                      | ↘3        |
| 7  | Еловка           | деревня                      | →0        |
| 8  | Жайск            | село                         | ↘114      |
| 9  | Жекино           | деревня                      | ↘59       |
| 10 | Короваево        | деревня                      | ↘11       |
| 11 | Лесниково        | деревня                      | ↘172      |
| 12 | Лобково          | деревня                      | ↘127      |
| 13 | Мелешки          | деревня                      | ↘7        |
| 14 | Мещеры           | деревня                      | ↘1        |
| 15 | Мякишево         | деревня                      | →1        |
| 16 | Новинки          | деревня                      | ↘20       |
| 17 | Новосёлки        | село, административный центр | ↘1160     |
| 18 | Овечкино         | деревня                      | ↘0        |
| 19 | Пожога           | деревня                      | ↘15       |
| 20 | Ползиково        | деревня                      | ↘0        |
| 21 | Сапун            | деревня                      | ↘6        |
| 22 | Спасск           | деревня                      | ↘2        |
| 23 | Талынское        | деревня                      | ↘88       |
| 24 | Ташлыково        | деревня                      | ↗7        |
| 25 | Федурино         | село                         | ↘227      |
| 26 | Шарапово         | деревня                      | ↘8        |
| 27 | Яковлево         | деревня                      | ↘9        |
| 28 | Яковцево         | село                         | ↘396      |